# Armida (Gluck)
Armida (v originále Armide) je opera (tragédie lyrique) skladatele Christopha Willibalda Glucka na starší libreto Philippe Quinaulta, původně zhudebněného Jean-Baptiste Lullym.

## Vznik a uvedení opery
Gluck napsal operu na devadesát let staré libreto Philippe Quinaulta z roku 1686, které původně zhudebnil Jean-Baptiste Lully (Lullyho Armida měla premiéru 15. února 1686 rovněž v Paříži). Děj opery vychází z eposu Torquata Tassa Osvobozený Jeruzalém (La Gerusalemme liberata). Premiéra proběhla v Paříži dne 23. září 1777 v l'Académie royale de musique. Byla to čtvrtá opera, kterou Gluck pro l'Académie royale de musique napsal.

## Osoby
- Armide, pohanská čarodějnice a princezna v Damašku – soprán
- Renaud (Rinaldo), křižácký rytíř – kontratenor, tenor
- Phénice, Armidina družka – soprán
- Sidonie, Armidina družka – soprán
- Hidraot, kouzelník a král Damašku – baryton
- Nenávist – kontraalt
- Dánský král, křižácký rytíř – tenor
- Ubalde, křižácký rytíř – tenor, baryton
- Démon v podobě Lucinde, do které je zamilován Dánský král – soprán
- Démon v podobě Mélisse, do které je zamilován Ubalde – soprán
- Aronte, stráž Armidiných zajatců – baryton
- Artémidore, křižácký rytíř – tenor
- najáda – soprán
- pastýřka – soprán
- Radost – soprán
- Lid damašský, najády a zefýrové, pastýři a pastýřky, družina temných sil Nenávisti, družina Radosti – sbor

## České vydání
- GLUCK, Christoph Willibald. Armida : velká heroická opera v pěti jednáních. Překlad Jindřich Hanuš Böhm. Praha: Fr. A. Urbánek, 1873. 48 s. (Bibliotéka operních a operetních textův; sv. 10). Dostupné online., starší vydání: 1866

## Rozhlasové nahrávky
- 2010 Les Musiciens du Louvre, dirigent: Marek Minkowski, Armida: Mireille Delunsch, Renaud: Charles Workman[1]
- 2013 Nizozemská opera v Amsterdamu (De Nederlandse Opera), Nizozemský komorní orchestr, dirigent: Ivor Bolton, Armida: Karina Gauvin, Renaud: Frédéric Antoun, Sbor Nizozemské opery[2]